# Cakóháza
Cakóháza (deutsch Zackenhof) ist eine ungarische Gemeinde im Kreis Csorna im Komitat Győr-Moson-Sopron. Sie ist von Einwohnerzahl und Fläche die kleinste Gemeinde des Kreises.

## Geografische Lage
Cakóháza liegt zehn Kilometer nordöstlich der Stadt Csorna. Nachbargemeinden sind Rábcakapi und Markotabödöge.

## Sehenswürdigkeiten
- Glockenturm (Harangláb), erbaut im 19. Jahrhundert

## Verkehr
Durch Cakóháza verläuft die Nebenstraße Nr. 85103, am östlichen Ortsrand die Landstraße Nr. 8509. Der nächstgelegene Bahnhof befindet sich westlich in Bősárkány. Es bestehen Busverbindungen nach Csorna und Győr.